# Zertifikat (Finanzprodukt)
Als Zertifikat werden im Finanzwesen Finanzprodukte bezeichnet, die in der Form einer Inhaberschuldverschreibung die Wertentwicklung bestimmter, als Basiswert zugrunde liegender Wertpapiere oder anderer Finanzinstrumente im Wege der Wiederverbriefung nachvollziehen.

## Allgemeines
Ein Zertifikat verbrieft die Teilnahme an der Kursentwicklung anderer Finanzinstrumente wie Aktien, Anleihen, Derivate oder Indizes. Der Anleger erwirbt diese jedoch nicht direkt und lässt sie dementsprechend auch nicht in seinem Wertpapierdepot verwahren, sondern ein Kreditinstitut bescheinigt ihm als Emittent eine Forderung gegen das Institut in Höhe der im Zertifikat verbrieften Vermögenswerte. In dem Wertpapierdepot des Anlegers erscheinen lediglich die erworbenen Zertifikate.
Auch Investmentzertifikate sind wertpapierrechtlich und wirtschaftlich derartige Zertifikate, denn sie verbriefen dem Anleger einen Anteil am Sondervermögen der Investmentgesellschaft, in welchem sich beispielsweise die Aktien eines Aktienfonds befinden.

## Geschichte
Zertifikate sind eine relativ junge Finanzinnovation. Im Jahre 1927 führte die US-amerikanische Bank JP Morgan das erste American Depository Receipt (ADR) ein, um ihren amerikanischen Kunden die Möglichkeit zu geben, Aktien der englischen Kaufhauskette Selfridges unkompliziert zu erwerben. Der Bankkunde erwarb die Aktien nicht direkt, sondern JP Morgan erwarb sie und bescheinigte dem Kunden mittels Hinterlegungsscheins, dass er einen Anspruch auf Herausgabe gegen eine bestimmte Verwahrstelle hatte. Dieser Herausgabeanspruch ist heute allgemein bei Zertifikaten abgeschafft.
Das erste Zertifikat in Deutschland brachte im Juli 1990 die Dresdner Bank als Indexzertifikat auf den DAX heraus („DAX-Participations“). Seitdem erlebten Zertifikate ein erhebliches Marktwachstum, bis im September 2008 die US-Investment Bank Lehman Brothers in Insolvenz ging. Davon betroffen waren unter anderem die Zertifikate der deutschen Tochtergesellschaft. Obwohl diese einen Marktanteil von deutlich unter 1 % aufwies, führte das Herdenverhalten der Anleger im Februar 2009 zu einem Marktversagen des Zertifikate-Markts, denn Zertifikate unterliegen nicht der Einlagensicherung und sind deshalb einem hohen Insolvenzrisiko ausgesetzt. Im Dezember 2009 hatte sich der Zertifikate-Markt wieder erholt.
| Emittent         | Prozent |
| ---------------- | ------- |
| DekaBank         | 20,15   |
| LBBW             | 18,36   |
| DZ Bank          | 16,98   |
| Helaba           | 14,83   |
| Société Générale | 8,15    |
| Unicredit        | 4,75    |
| Deutsche Bank    | 4,28    |
| BNP Paribas      | 3,67    |
| Goldman Sachs    | 2,72    |
| Vontobel         | 1,88    |
| UBS              | 1,41    |

## Zertifikats-Strukturen
Im Gegensatz zu einer Standardanleihe gewährt ein Zertifikat keine feste Verzinsung, sondern die Teilhabe am Erfolg oder Misserfolg eines Börsengeschäfts. Zertifikate können für den Käufer völlig unterschiedliche Ertragschancen und Verlustrisiken beinhalten. Für die emittierende Bank sind Zertifikate ein Mittel zur Refinanzierung; sie nimmt durch die Emission Fremdkapital auf.
Zertifikate zählen zu den strukturierten Finanzprodukten. Sie werden von Banken emittiert und vorwiegend an Privatkunden verkauft. Sie sind daher klassische Retail-Produkte und bieten Privatanlegern die Möglichkeit, komplexe Anlagestrategien zu verfolgen und in ansonsten für Privatleute nicht zugängliche Anlageklassen zu investieren.
Indexzertifikate und Hinterlegungsscheine sind zwar auch strukturierte Finanzprodukte, zählen jedoch – sofern der Basiswert nicht selbst als derivativ eingestuft wird – nicht zu den strukturierten Produkten im Sinne der Richtlinie 2007/16/EG, da sie keine Hebelkomponente aufweisen.
Aufgrund ihrer Rechtsnatur als Schuldverschreibung besteht bei Zertifikaten ein Emittentenrisiko, das heißt, dass bei Zahlungsunfähigkeit des Emittenten ein Totalverlust des investierten Kapitals eintreten kann. Die in Fonds angelegten Gelder sind hingegen durch ihren rechtlichen Status als Sondervermögen bei der Insolvenz der Fondsgesellschaft geschützt. Bei Spareinlagen besteht durch den Einlagensicherungsfonds ebenfalls ein weitreichender Schutz bei Zahlungsunfähigkeit der Bank. Im Zuge der Finanzkrise ab 2007 und der Insolvenz von Lehman Brothers wurde die Möglichkeit geschaffen, pfandbesicherte Zertifikate (englisch Collateral Secured Instruments, COSI) zu emittieren. Die Emittenten hinterlegen hier Sicherheiten (Wertpapiere hoher Bonität, z. B. Staatsanleihen) bei einem Pfandverwahrer.
Wie bei allen anderen Anlageprodukten gibt es auch bei Zertifikaten Kosten, die letztlich vom Anleger getragen werden. Die Höhe der Kosten erschließt sich dem Anleger oft nicht unmittelbar. Anders als bei Investmentfonds gibt es bei Zertifikaten keine Verpflichtung des Emittenten zum Ausweis der voraussichtlichen oder tatsächlich angefallenen Kosten. Gewinne aus Zertifikaten unterliegen in Deutschland grundsätzlich der Abgeltungssteuer. Davon ausgenommen sind allerdings Erträge von Privatpersonen aus Altbeständen (Kauf des Zertifikats vor dem 1. Januar 2009).
Der Handel mit Zertifikaten findet in Deutschland vor allem außerbörslich statt. Darüber hinaus werden sie an den Börsen Stuttgart (EUWAX), Frankfurt (bis 2013 Scoach), Berlin und Düsseldorf gehandelt. Zertifikate kennt man in der Schweiz als Strukturierte Produkte. Diese werden dort ebenfalls größtenteils außerbörslich und in kleinerem Anteil an der Börse Zürich gehandelt. In Österreich werden Zertifikate an der Wiener Börse gehandelt.
Zertifikate sind regelmäßig Inhaberschuldverschreibungen gemäß § 793 Abs. 1 BGB und unterliegen deshalb nach § 2 Abs. 1 Nr. 3a WpHG dem Wertpapier- und Bankenaufsichtsrecht.

## Arten
Allgemein wird unterschieden zwischen Anlage- und Hebelzertifikaten.
- Bei Anlagezertifikaten wird die Wertentwicklung des Zertifikats so gestaltet, dass sie der Wertentwicklung des Basiswerts folgt (Indexzertifikate, Basket-Zertifikate).
- Bei Hebelzertifikaten wird deren Wertentwicklung stärker ausgestaltet als die Entwicklung des Basiswerts. Um dies zu erreichen, müssen durch den Emittenten Long- und Short-Positionen eingegangen werden. Knock-out-Zertifikate verfallen beim Eintritt eines Knock-out-Ereignisses.[11]

Je nachdem, ob Basiswerte dauerhaft oder begrenzt im Zertifikat verbrieft sind, können Zertifikate in zwei Gruppen eingeteilt werden:
|                | Partizipationszertifikate                                 | Zertifikate mit definiertem Rückzahlungsprofil                                                   |
| -------------- | --------------------------------------------------------- | ------------------------------------------------------------------------------------------------ |
| Funktionsweise | Der Wert des Zertifikats folgt dem Wert des Basiswerts    | Das Zertifikat nimmt zur Fälligkeit einen von vorab festgelegten Bedingungen abhängigen Wert an. |
| Beispiele      | Tracker-, Index-, Themen-, Strategie-, Basket-Zertifikate | Discount-, Bonus-, Outperformance-, Express-Zertifikate, Optionsscheine, Aktienanleihen          |
| Laufzeit       | oft endlos                                                | bei Emission definiert                                                                           |

### Partizipationszertifikate
Partizipationszertifikate eröffnen dem Anleger die Möglichkeit, flexibel und kostengünstig in Basiswerte aller Art zu investieren, ohne den Basiswert selbst an der Börse kaufen zu müssen. Dies ist vor allem dann vorteilhaft, wenn der Basiswert ein Index ist, also aus vielen Einzelwerten besteht, oder wenn es sich um einen exotischen Basiswert handelt, der an einer inländischen Börse nicht gehandelt wird.

#### Indexzertifikate
Indexzertifikate haben als Basiswert einen Aktien-, Wertpapier- oder Rohstoffindex. Indexzertifikate bilden die Entwicklung des zugrunde liegenden Index eins zu eins ab. Sie eignen sich besonders für Privatanleger, die die Anlagestrategie des Index Investing umsetzen möchten. Eine Alternative zu Indexzertifikaten sind Indexfonds, die ebenfalls einen Index abbilden. Indexzertifikate verursachen im Vergleich zu Indexfonds meist geringere Kosten, sind aber mit dem oben erläuterten Emittentenrisiko behaftet.
Liegt dem Zertifikat ein Aktienindex zugrunde, ist zu beachten, ob sich das Zertifikat auf einen Performanceindex oder einen Kursindex bezieht. Bei einem Performanceindex werden die Dividendenzahlungen mit einbezogen, bei einem Kursindex hingegen nicht – dieser Unterschied kann im Einzelfall einen Renditeunterschied um mehrere Prozent pro Jahr ausmachen. Die Investition in Performanceindices ist für den Anleger daher in jedem Fall vorteilhafter. Bei Indizes, die nicht in Lokalwährung notieren, besteht zusätzlich ein Währungsrisiko. Dieses kann aber mit so genannten Quanto-Index-Zertifikaten ausgeschlossen werden.

#### Korbzertifikate
Korbzertifikate bilden einen Korb von Aktien oder auch anderen Anlageprodukten ab und sind eine Abwandlung der Indexzertifikate. Die Zertifikate unterscheiden sich hinsichtlich der Ausschüttung von Dividenden, dem Mechanismus der Pflege der Korbzusammensetzung und der hierfür erhobenen Managementgebühr. Eine Variante der Korbzertifikate sind REIT-Zertifikate, die die Kursentwicklung einer börsennotierten Immobilien-Aktiengesellschaft (Real Estate Investment Trust, REIT) oder eines Immobilienindex abbilden.

#### Trackerzertifikate
Trackerzertifikate bilden die Kursentwicklung eines Basiswerts ab. Es werden aber keine Dividenden ausgezahlt; zukünftige Dividendenzahlungen werden stattdessen diskontiert und damit bereits vorab im Kurswert berücksichtigt. Dividendeneinkünfte werden somit in Kurssteigerungen umgewandelt. Bis zur Einführung der Abgeltungsteuer im Jahr 2009 konnte bei Werten, die eine üppige Sonderdividende ausschütten, ein Trackerzertifikat vorteilhaft sein.

#### Exchange-traded Commodities
Zertifikate auf die Anlageklasse Rohstoffe werden unter dem Namen Exchange-traded Commodity (ETC) angeboten.

### Discountzertifikate
Die grundlegende Idee des Discountzertifikats ist die Risikobegrenzung im Vergleich zum direkten Kauf des Basiswerts. Im Gegenzug ist allerdings auch die erzielbare Rendite mit einem produktspezifischen Höchstwert (Cap) gedeckelt. Die Konstruktion erfolgt über den Kauf (Long) und Verkauf (Short) jeweils einer Option. Soll auf steigende Kurse gesetzt werden, so ist der Preis des Basiswertes höher als der Preis der gekauften Option, für fallende Kurse entsprechend umgekehrt. Theoretisch ist es möglich, auch mit Put-Optionen auf steigende Kurse zu setzen. Zu erklären ist dies, weil man durch den Verkauf einer Put-Option mit höherem Basispreis mehr Geld einnimmt, als der Kauf einer Put-Option mit niedrigerem Basispreis benötigt.
Beispiel
Der DAX stehe bei 8000 Punkten. Ein Discountzertifikat, das auf steigende Kurse setzt, bei 8500 Punkten gedeckelt (Cap) und bei 7500 Punkten abgesichert (Sicherungsgeschäft) ist, kann konstruiert werden durch:
Short Put mit Strike 8500 und Long Put mit Strike bei 7500.
Der Erlös des Short Put sei 505, der Verlust durch den Long Put sei 5.
Folgende Szenarien sind möglich:
- Dax > 8500: Sowohl der Long Put als auch der Short Put sind wertlos, aber der Anleger hat noch den Verkaufserlös von 505 - 5 = 500.
- Dax < 8500 und Dax > 7500, z. B. 8250: Der Short Put muss bedient werden und kostet so -8500 + 8250 = -250. Der Long Put ist wertlos. Allerdings hat der Anleger durch den Verkaufserlös von 500 einen Gewinn von 500 - 250 = 250 gemacht.
- Dax < 7500, z. B. 7250: Der Short Put muss bedient werden: -8500 + 7250 = -1250. Der Long Put kann ausgeübt werden: 7500-7250=250. Der gesamte Verlust beträgt: -1250 + 250 + 500 = -500.

### Bonuszertifikate
Bonuszertifikate haben eine feste Laufzeit. Weiter wird ein Bonuszertifikat durch zwei Parameter bestimmt, die Barriere, auch Sicherheitslevel genannt, und das Bonuslevel. Abhängig von der Wahl dieser Parameter reagiert der Wert des Zertifikates auf die Entwicklung seines Basiswertes.
Die Auszahlung bei Fälligkeit eines Bonuszertifikates ist von der Entwicklung des Basiswertes während der gesamten Laufzeit abhängig. Es sind zwei Fälle zu unterscheiden:
1. Der Kurs des Basiswerts
  - berührte während der Laufzeit das Sicherheitslevel oder
  - liegt über dem Bonuslevel:

Die Höhe der Rückzahlung entspricht dann dem Kurs des Basiswerts (ggf. entsprechend dem Bezugsverhältnis).
2. Der Kurs des Basiswerts blieb während der gesamten Laufzeit über dem Sicherheitslevel und liegt zur Fälligkeit unter dem Bonuslevel:
  - Es wird der Wert des Bonuslevels ausgezahlt (ggf. entsprechend dem Bezugsverhältnis).

Ein Bonuszertifikat lässt sich nachbilden, indem man einen Zero-Strike-Call auf den Basiswert und gleichzeitig eine Down-and-Out-Put-Option (Barriere-Option) erwirbt. Der Basispreis der Barriere-Option entspricht dem Bonuslevel und die Barriere der Schwelle, ab deren Berühren die Option verfällt und das Bonuszertifikat nur noch dem Zero-Strike-Call entspricht. Der faire, d. h. arbitragefreie Preis eines Bonuszertifikates lässt sich als Summe der Preise dieser beiden Komponenten berechnen.
Das Sicherheitsniveau spielt eine wesentliche Rolle: Berührt oder durchbricht der Basiswert die Barriere während der Laufzeit auch nur ein einziges Mal, dann ändert sich der Charakter des Bonuszertifikats vollständig: Es wird zu einem normalen Trackerzertifikat und der Bonus ist unwiderruflich verloren, auch wenn am Fälligkeitstag der Basiswert wieder über der Barriere liegt. Allerdings unterscheidet sich die Rendite eines Bonuszertifikates von der eines Trackerzertifikates, da der Preis des Bonuszertifikates um den Wert der Barrieroption über dem Preis eines entsprechenden Trackerzertifikates liegt.

#### Renditeverteilung von Bonuszertifikaten

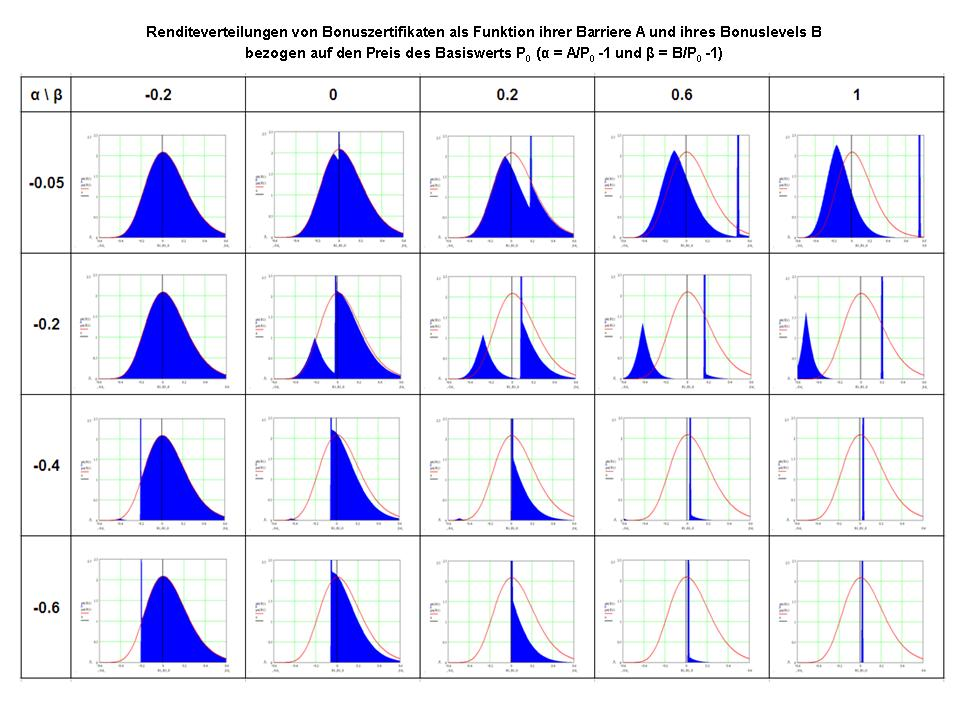
Renditeverteilungen von Bonuszertifikaten (Laufzeit 1 Jahr) in Abhängigkeit von der absorbierenden Barriere A und dem Bonuslevel B für einen fiktiven Basiswert mit Startwert P_{0}

Wie die Eigenschaften eines Bonuszertifikates vom Bonuslevel B und der Barriere A abhängen, lässt sich mit Hilfe der Verteilung der Gesamtrendite des Zertifikats veranschaulichen. Die Renditeverteilung gibt an, mit welcher Wahrscheinlichkeit das Bonuszertifikat eine bestimmte Rendite RB erzielt.
Die nebenstehende Abbildung zeigt die Verteilungsdichte der Renditen für einen fiktiven Basiswert (ohne Zins- und Dividendenzahlung, z. B. der DAX-Performance-Index) und für unterschiedliche Ausgestaltungen eines Bonuszertifikates. Die Verteilungsdichte der Renditen des Basiswertes ist als rote Kurve eingezeichnet. Dessen Entwicklung wurde, wie üblich, mit einem Black-Scholes-Modell berechnet, das als Parameter eine mittlere Jahresrendite µ und eine Jahresvolatilität σ hat (hier: µ = 6 % und σ = 20 %).
Die Laufzeit des Zertifikats beträgt ein Jahr, die risikolose Rendite wird mit 2 % angenommen. Die Werte α in der ersten Spalte sind die prozentualen Abstände der Barriere A vom Kurs des Basiswerts P0 zum Kaufzeitpunkt. Die Werte β in der ersten Zeile sind die prozentualen Abstände des Bonuslevels B von P0. Die sich für die verschiedenen Wertekombinationen ergebenden Verteilungsdichten der Zertifikatsrenditen sind durch die blaue, ausgefüllte Kurve dargestellt.
Liegen Bonuslevel und Barriere nahe beieinander, kommt das Bonuslevel nur selten zur Geltung und das Bonuszertifikat ähnelt einem Trackerzertifikat (Graphen links oben in der Abbildung; bei der Parameterkombinationen der beiden oberen Graphen in der linken Spalte, die eher theoretischer Natur sind, verhält sich das Bonuszertifikat exakt wie ein Trackerzertifikat). Liegt die Barriere weit unter dem Bonuslevel („Deep Bonuszertifikat“, Graphen rechts unten in der Abbildung), ähnelt das Zertifikat einem festverzinslichen Wertpapier: Mit hoher Wahrscheinlichkeit wird der Bonuslevel wirksam, der Anleger erhält eine feste Rendite, die sich aus dem Verhältnis von Bonuslevel und Kaufpreis ergibt. Mit kleiner Wahrscheinlichkeit kann es aber zu einem Crash beim Basiswert kommen, bei dem die Barriere erreicht wird. Der Anleger erleidet dann entsprechend hohe Verluste.
Dazwischen liegen Fälle, bei denen die Renditeverteilung zwei deutliche Spitzen aufweist. In den für den Anleger günstigen Fällen wird die Barriere nicht berührt, er erhält mindestens die dem Bonuslevel entsprechende Rendite. Bei Berühren oder Unterschreiten der Barriere erhält der Anleger eine schlechtere Rendite als die eines Trackerzertifikates bzw. die des Basiswertes, weil das Bonuszertifikat wegen der eingebauten Option teurer ist als ein Trackerzertifikat. Die Flächen unter den Verteilungsspitzen geben an, wie wahrscheinlich der jeweilige Ausgang ist.

#### Inverse Bonuszertifikate
Inverse Bonuszertifikate sind gespiegelte Bonuszertifikate, mit denen man Gewinne erzielen kann, wenn der Basiswert fällt, und (in der Regel große) Verluste erleidet, wenn der Basiswert über eine bestimmte Schwelle steigt. Damit bieten Inverse Bonuszertifikate die Möglichkeit, Depotpositionen gegen Kursverluste abzusichern.
Wie bei den Bonuszertifikaten gibt es die frei wählbaren Parameter der Barriere und des Bonuslevels. Dazu kommt ein weiterer Parameter, der Spiegelungspunkt, der abhängig vom Emittenten als „Strike“, „Basispreis“, „Referenz Level“ oder „Startpreis“ bezeichnet wird.

### Expresszertifikate
Ein Expresszertifikat wird mit einer maximalen Laufzeit, meist mehrere Jahre, begeben. Wenn der Basiswert die Tilgungsschwelle an einem bestimmten Stichtag erreicht oder überschreitet, wird das Zertifikat zusammen mit einer Bonuszahlung vorzeitig zurückgezahlt. Liegt der Basiswert darunter, läuft das Zertifikat weiter bis zum nächsten Stichtag.
Erst wenn der Basiswert zu einem späteren Stichtag auf oder oberhalb der vorher definierten Tilgungsschwelle liegt, kommen alle bis dahin aufgeschobenen Bonuszahlungen dann zur Rückzahlung.

### Hebelzertifikate (auch: Turbo- oder Knock-out-Zertifikate)
Hebelzertifikate sind Investments in einen Basiswert unter Einbeziehung eines Wertpapierkredits. Mit Hebelzertifikaten kann somit ein Engagement (englisch Exposure) auf einem Basiswert zu einem niedrigen Einsatz gekauft werden. Durch den Hebel partizipiert ein Hebelzertifikat hierbei stärker an Kursschwankungen als der darunterliegende Basiswert.
Der Wert eines Hebelzertifikats berechnet sich aus dem Kurs eines Basiswerts und einem für das Zertifikat festgelegten Strike-Kurs, dem Knock-out:
{\displaystyle {\text{Wert}}={\text{Kurs}}-{\text{Strike}}}.
Der Knock-out tritt dann ein, wenn zwischen Kurs und Strike-Kurs keine Differenz mehr besteht ({\displaystyle {\text{Kurs}}={\text{Strike}}}). Das Hebelzertifikat wird bei diesem Ereignis „ausgeknockt“ und wertlos. Es existieren zwei Haupttypen von Hebelzertifikaten:
- Partizipation an steigenden Kursen, diese werden auch als Bull-, Long-Zertifikate oder Wave-Calls bezeichnet.
- Partizipation an fallenden Kursen, diese werden auch als Bear-, Short-Zertifikate oder Wave-Puts bezeichnet.

Hebelzertifikate wurden 2001 von den Banken ABN Amro und BNP Paribas erstmals herausgegeben.
Beispiel
Wenn der DAX als Bezugswert beispielsweise bei 4.000 Punkten steht, würde ein Hebelzertifikat mit einem Finanzierungsniveau (auch Strike oder Knock-out genannt) von 3.000 Punkten in diesem Fall 1.000 € kosten. Es gilt allerdings noch das Bezugsverhältnis zu beachten - bei dem vorangegangenen Preis wäre das Verhältnis 1:1 (1,0). In der Regel werden für den DAX jedoch Produkte im Bezugsverhältnis von 1:100 (0,01) angeboten. Da der Herausgeber noch ein „Aufgeld“ (bzw. „Abgeld“ bei Bear-Zertifikaten) berechnet, muss dieses auch berücksichtigt werden; in diesem Beispiel gehen wir einfach von einem Aufgeld von 10 € (0,25 %) aus. Außerdem rechnen wir die Indexpunkte im Verhältnis 1:1 in Euro um.

#### Long-Zertifikate (Calls)
Für Long-Zertifikate gilt hierbei die folgende Formel:
{\displaystyle \left(\left({\text{Preis}}_{\text{Basis}}+{\text{Aufgeld}}\right)-{\text{KnockOut}}\right)\times {\text{Bezugsverhältnis}}={\text{Preis}}_{\text{Hebelprodukt}}},
{\displaystyle \left(\left(4.000\,\mathrm {\euro} +10\,\mathrm {\euro} \right)-3.000\,\mathrm {\euro} \right)\times 0{,}01=10{,}10\,\mathrm {\euro} }.
Das Agio wird entsprechend der Richtung des Produkts auf den Basispreis aufgeschlagen. Sollte der DAX auf 4 500 Punkte steigen, würde der Wert auf 15 € steigen:
{\displaystyle \left(\left(4.500\,\mathrm {\euro} +10\,\mathrm {\euro} \right)-3.000\,\mathrm {\euro} \right)\times 0{,}01=15{,}10\,\mathrm {\euro} }.
Fällt der DAX unter das Finanzierungslevel (in diesem Beispiel 3 000 Punkte), wird das Zertifikat ausgeknockt und die eingesetzte Summe (inklusive des Aufgelds) geht verloren (Totalverlust).
Durch das Finanzierungslevel des Produkts besteht für den Anleger die Möglichkeit, stärker von Kursbewegungen zu profitieren, als wenn er Indexzertifikate kaufen würde. Im vorangegangenen Beispiel stieg der DAX von 4 000 auf 4 500 Punkte; das sind 12,5 %. Das Hebelzertifikat ist aber von 10,10 € auf 15,10 € gestiegen; das sind 49,5 %. Dieser höhere Prozentsatz ergibt sich durch den sogenannten Hebel.
Der Hebel berechnet sich folgendermaßen:
{\displaystyle \left({\text{Preis}}_{\text{Basis}}\div {\text{Preis}}_{\text{Zertifikat}}\right)\times {\text{Bezugsverhältnis}}={\text{Hebel}}},
{\displaystyle \left(4000\,\mathrm {\euro} \div 10{,}10\,\mathrm {\euro} \right)\times 0{,}01=3{,}96}.
Naturgemäß ändert sich der Hebel mit dem Preis des Zertifikats, er bleibt also nicht konstant:
- Der Hebel wird höher, wenn der Preis sinkt, weil der Kurs des Basiswerts näher am Knock-out des Zertifikats liegt.
- Der Hebel wird niedriger, wenn der Preis steigt, weil der Kurs des Basiswerts ferner vom Knock-out des Zertifikats liegt.

Wenn das Beispielzertifikat bei einem Hebel von 3,96 erworben wurde, und der Preis sich um 12,5 % ändert, ergibt sich eine viel höhere Änderung beim Preis des Zertifikats:
{\displaystyle {\text{Preis}}_{\text{Basis}}\%\times {\text{Hebel}}={\text{Preis}}_{\text{Zertifikat}}\%},
{\displaystyle 12{,}5\%\times 3{,}96=49{,}5\%}.
Durch die Erhöhung beider Preise, der des Basiswertes und der des Zertifikats, ändert sich auch der Hebel des Zertifikats:
{\displaystyle \left(\left(4000\mathrm {\euro} +12{,}5\%\right)\div \left(10{,}10\,\mathrm {\euro} +49{,}5\%\right)\right)\times 0{,}01=2{,}98}.

#### Short-Zertifikate (Puts)
Bei Short-Zertifikaten wird der Basispreis folgendermaßen berechnet:
{\displaystyle \left({\text{KnockOut}}-\left({\text{Preis}}_{\text{Basis}}+{\text{Abgeld}}\right)\right)\times {\text{Bezugsverhältnis}}={\text{Preis}}_{\text{Hebelprodukt}}}.
Dadurch ergeben sich steigende Kurse des Zertifikates bei fallenden Preisen. Wir bleiben bei dem Beispiel für den DAX, rechnen mit einem Abgeld von 0,25 % und einem Anfangsabstand von 10 €.
{\displaystyle \left(5.000\,\mathrm {\euro} -\left(4.000\,\mathrm {\euro} -10\,\mathrm {\euro} \right)\right)\times 0{,}01=10{,}10\,\mathrm {\euro} }.
Das Disagio wird entsprechend der Richtung des Produkts vom Basispreis abgezogen. Sollte der DAX auf 3.500 Punkte fallen, würde der Wert auf 15 € steigen:
{\displaystyle \left(5.000\,\mathrm {\euro} -\left(3.500\,\mathrm {\euro} -10\,\mathrm {\euro} \right)\right)\times 0{,}01=15{,}10\,\mathrm {\euro} }.
Steigt der DAX über das Finanzierungslevel von 5 000 Punkten, wird das Produkt ausgeknockt.

#### Abweichungen
Eine Abweichung von der oben genannten Berechnung für den Wert von Zertifikaten ergibt sich im Falle von Dividendenausschüttungen. In diesem Fall fällt der Kurs des Basiswerts um den Wert der Dividende, wenn der Basiswert eine Aktie ist. Dieser Kursverlust wird aber im Kurs der meisten Zertifikate nicht oder nur teilweise abgebildet, d. h. der Kurs des Zertifikates bleibt trotz des gesunkenen Kurses des Basiswertes unverändert oder ändert sich nur geringfügig.
Bei verschiedenen Emittenten gibt es neben der Knock-out-Schwelle zusätzlich noch einen Stop-Loss-Kurs, bei dessen Erreichen der Restwert des Zertifikates ausgezahlt wird. Grund hierfür ist eine andere Konstruktionsweise des Hebel-Zertifikates durch den Emittenten, die den Kunden gegenüber als zusätzliche Absicherung beschrieben wird. Der Anleger bekommt hierbei sozusagen einen Teil seines gezahlten Aufgelds vom Emittenten zurück, bezahlt dies allerdings auch durch ein höheres Aufgeld beim Kauf dieses Zertifikates und durch einen früheren Ausstieg aus dem Wert, sodass Trendwenden innerhalb des Wertebereichs zwischen Stop-Loss und Knock-out nicht mitgenommen werden.
Schlussendlich gibt es im Produkt die klassische Spanne zwischen Geld- und Briefkurs, wodurch beim Erwerb des Produkts zusammen mit den Gebühren ein Anfangsverlust auf den Kurs verbucht werden muss. Knock-Outs in Fremdwährungen unterliegen wie alle anderen Finanzprodukte Währungsschwankungen, wodurch sich trotz Gewinn im Produkt ein Verlust ergeben kann bzw. der Kurs zusätzlich noch einmal beeinflusst wird.

#### Long and Short Rolling Turbo
Eine besondere Variante des Turbo-Zertifikats ist der Long Rolling Turbo bzw. Short Rolling Turbo. Ein Rolling Turbo ist ebenso wie ein normaler Turbo ein (zum Beispiel mit dem Faktor 10) gehebeltes Anlagezertifikat. Das heißt, eine Veränderung des Basiswertes (in der Regel ein Aktienindex) von 1 Prozent bewirkt eine Wertänderung des Rolling Turbos von 10 Prozent. Mit einem Long Rolling Turbo setzt ein Investor auf einen Anstieg des Basiswertes, mit einem Short Rolling Turbo auf ein Sinken des Basiswertes.
Die Besonderheit der Rolling-Turbo-Zertifikate ist der konstante Hebel. Durch das tägliche Schwanken der Aktienkurse und die Verrechnung von Finanzierungskosten durch den Emittenten verändert sich bei einem normalen Turbo der Hebel. Dies bewirkt bei einem Anstieg des Basiswertes eine Verwässerung des Hebels von Long Turbos und beim Sinken des Basiswertes eine Verwässerung des Hebels von Short Turbos. Das heißt, der Anleger partizipiert nur zu Anfang tatsächlich mit dem ursprünglichen Hebel (zum Beispiel mit dem Zehnfachen) an Veränderungen des Basiswertes. Steigt der Basiswert, wird der Hebel der Long Turbos immer kleiner. Bei sinkenden Kursen des Basiswertes wird hingegen der Hebel des Short Turbos immer geringer.
Dieser Effekt der Hebelveränderung wird bei einem Long Rolling Turbo durch börsentägliche Anpassung des Finanzierungslevels in Abhängigkeit vom aktuellen Kurs des Basiswertes ausgeglichen, so dass ein konstanter Hebel (von zum Beispiel 10) für das Zertifikat gewährleistet wird. Dadurch kombiniert der Long Rolling Turbo die Einfachheit von Indexzertifikaten, die stets eins zu eins mit dem Index mitschwanken, mit der Hebelwirkung von Turbo-Zertifikaten.

#### Unterschied zu Optionsscheinen
Hebel-Zertifikate unterscheiden sich von Optionsscheinen dadurch, dass mit der Ausnahme ansteigender Finanzierungslevel wenig Zeitwertverlust entsteht und auch zwischenzeitliche Wertschwankungen (Volatilität) des Basiswertes keine Rolle spielen. Die Zinsverluste, die der Emittent durch die Herausgabe des Zertifikates erleidet (da diese auf einem Wertpapierkredit basieren), werden durch Anpassung des Finanzierungslevels in Richtung des Zertifikats, in der Regel täglich über Nacht, kompensiert.
Basisanpassung bei Open-End Turbo-Long-Zertifikaten (ohne Laufzeitbegrenzung):
{\displaystyle {\text{Strike}}_{\text{neu}}={\text{Strike}}_{\text{alt}}\times \left(1+\left({\text{Zins}}_{\text{Referenz}}+{\text{Zins}}_{\text{Anpassung}}\right)\times {\text{Tage}}_{\text{Anpassung}}\right)}.
Basisanpassung bei Open-End Turbo-Short-Zertifikaten (ohne Laufzeitbegrenzung):
{\displaystyle {\text{Strike}}_{\text{neu}}={\text{Strike}}_{\text{alt}}\times \left(1+\left({\text{Zins}}_{\text{Referenz}}-{\text{Zins}}_{\text{Anpassung}}\right)\times {\text{Tage}}_{\text{Anpassung}}\right)}.
Der Referenzzinssatz für die Anpassung entspricht normalerweise dem Referenzzinssatz EURIBOR (für den Monatszeitraum); der Zinsanpassungssatz wird vom Emittenten festgelegt und, genau wie abweichende Referenzzinssätze, im Basisinformationsblatt des Produkts ausgewiesen. Bei längerer Haltedauer beeinflusst die Anpassung des Finanzierungslevels das Produkt erheblich.

#### Mini-Future
Ein Mini-Future ist ein Hebelzertifikat ohne Laufzeitende, dessen Preisbildung ausschließlich durch die Kursbewegungen des Basiswertes bestimmt ist.
Beim Mini-Future wird der Kaufpreis einer Aktie oder eines anderen Basiswertes (z. B. ein Aktienindex) zwischen dem Emittenten und dem Käufer des Mini-Futures aufgeteilt. Die Charakteristik des Mini-Futures wird dabei durch das vom Emittenten bestimmte Finanzierungslevel, den Stop-Loss und das Bezugsverhältnis bestimmt. Insgesamt hat ein Mini-Future gewisse Ähnlichkeiten sowohl mit einem Optionsschein als auch mit einem Terminkontrakt (Future), unterscheidet sich jedoch von beiden Instrumenten.
Solange der Basiswert zu einem über dem Stop-Loss liegenden Preis gehandelt wird, ist der Wert des Mini-Futures durch die Differenz zwischen dem aktuellen Preis und dem Finanzierungslevel multipliziert mit dem Bezugsverhältnis bestimmt. Anders als bei klassischen Optionsscheinen hat die Volatilität keinen Einfluss. Fällt der Preis des Basiswerts unter den Stop-Loss-Preis, verfällt der Mini-Future; der Inhaber des Mini-Futures kann in diesem Fall unter Umständen den ganzen Einsatz verlieren oder erhält vom Emittenten einen zum voraus festgelegten (natürlich unter dem Kaufpreis liegenden) fixen Betrag zurückerstattet.
Das Finanzierungslevel und der Stop-Loss-Preis werden vom Emittenten in regelmäßigen Abständen angehoben, auf diese Weise bestimmt sich der Gewinn des Emittenten: Während der Inhaber des Mini-Futures überproportional von der Kursentwicklung des zugrundeliegenden Basiswertes profitiert, profitiert der Emittent von einer festgelegten Verzinsung des von ihm eingesetzten Kapitals zum Erwerb des Basiswerts, die sich aus der regelmäßigen Erhöhung des Finanzierungslevels und des Stop-Loss ergibt.
Mini-Futures gibt es sowohl als Long als auch als Short. Letztere gewinnen ähnlich wie Verkaufsoptionen dann an Wert, wenn der zugrundeliegende Basiswert sinkt und umgekehrt.

##### Anwendungszwecke
Mini-Futures können einerseits zur Absicherung eines Portfolios gekauft werden (z. B. ein Short-Minifuture, um ein Portfolio gegen sinkende Kurse zu schützen) oder aber zu spekulativen Zwecken, da wie im obigen Beispiel ersichtlich die Gewinnmöglichkeiten (aber auch die Verlustrisiken) wesentlich höher sind als beim zugrundeliegenden Basiswert.

#### Konstruktion von Hebelzertifikaten durch Emittenten
Hebelzertifikate handeln mit Kursen, die am Markt noch nicht realisiert wurden. Daher besteht das Konstruktionsproblem für den Emittenten in der Finanzierung eines Produkts mit spekulativen Kurszielen. Für den Anleger, bzw. den Bezieher des Zertifikats, liegt das Kursziel über dem Finanzierungslevel in Richtung des Zertifikats; für den Emittenten jedoch in entgegengesetzter Kursrichtung hinter dem Knock-Out, der periodisch angehoben wird (siehe Zinseszins) bzw. bei befristeten Produkten zusätzlich auch hinter dem Ablauftag.
Der Emittent stellt einen Kredit, um Zertifikate auf einen Basiswert zu erzeugen, die bis zu dem Preis des Finanzierungsniveaus vom Emittenten als Underlying erworben werden würden. Der Kredit teilt sich auf eine begrenzte Stückzahl an Zertifikaten auf; die herausgegebene Stückzahl dividiert durch ihr Finanzierungslevel ergibt die Höhe des eingesetzten Kreditwerts. Im Prinzip bietet der Emittent also den Basiswert zu einem Festpreis an, den er selbst zahlt, wenn sich der Bezieher des Zertifikats mit einem eigenen Kostenanteil am Erwerb des Basiswerts beteiligt. Dieses Geschäft kann noch weiter deriviert werden, indem der Emittent das Underlying nicht erwirbt, sondern ein Finanzprodukt konstruiert, welches den laufenden Wert des Underlyings zum Bezug nimmt. Durch solche Equity Swaps können auch negative Kursentwicklungen positiv abgebildet (invertiert) werden, sodass auf ihrer Basis die Ausgabe von Put-Optionsscheinen, oder Shorts, möglich sind. 
Der Preis des Zertifikats selbst liegt bei Emission über dem Finanzierungslevel und wird von den Beziehern des Zertifikats bezahlt. Der Preis richtet sich nicht nach Angebot und Nachfrage wie bei einem Standardmarkt, weshalb die Menge der noch verfügbaren Optionsscheine keinen Einfluss auf den Preis hat. Ebenso wenig beeinflusst der Höchstumsatz, der durch die größtmögliche Überschneidung von Bietern und Verkäufern bei einer fortlaufenden Auktion erreicht wird, den Preis des Papiers, da dieser nur mittelbar durch das zugrundeliegende Geschäft mit dem Underlying entsteht. Allerdings kann die Menge von Bietern und Verkäufern, wie bei allen Instrumenten, die Spanne beeinflussen. Der Emittent kann den Basiswert, also das Underlying, mit seinem eigenen Kapitaleinsatz, der bis zum Finanzierungsniveau begrenzt ist, und dem Preisanteil, der durch den Bezieher gezahlt wurde, als Sicherheit für seinen Kredit und das herausgegebene Finanzprodukt erwerben:
{\displaystyle EK_{\text{Basis}}=K_{\text{Finanzierung}}+{\text{Preis}}_{\text{HebelproduktNetto}}}.
Die Unterteilung des Zertifikats durch das Bezugsverhältnis kann durch den Emittenten mit Stückelung des Underlyings beim Erwerb selbst erreicht werden, oder das Underlying wird bereits im angebotenen Bezugsverhältnis ausgegeben, sodass dieses durch das Zertifikat lediglich weitergegeben wird. Das Finanzprodukt muss nicht an standardisierte Finanzprodukte als Basiswert gekoppelt sein, so lange das Underlying des Finanzprodukts ein standardisiertes Finanzprodukt ist. Aktienindizes sind beispielsweise keine frei handelbaren, standardisierten Finanzprodukte. Für ihre Hebelzertifikate werden Wertpapiere verwendet, die ein Finanzinstitut auf der Basis dieser Indizes ausgestellt hat, damit der Finanzmarkt an den Kursbewegungen des Index profitieren kann.
Die periodische Anhebung des Finanzierungslevels „sichert“ den eingesetzten Betrag, der von den Beziehern bezahlt wurde, auf der Seite des Emittenten. Dadurch ergibt sich im Knock-out-Ereignis der Gewinn für den Emittenten, abzüglich seiner tatsächlichen Finanzierungskosten für den verzinsten Kredit. Ist der Emittent selbst sein eigener Kreditgeber, behält er den kompletten Gewinn, der durch die Anhebung des Finanzierungslevels gesichert wurde.

#### Risiken von Hebelzertifikaten
Hebelzertifikate bergen durch ihre Volatilität das hohe Risiko des Totalverlusts bei Erreichen des Knock-Outs. (siehe auch Knock-Out-Option) Mit einer Stop Loss-Order, die regelmäßig manuell an die Kursentwicklung angepasst wird oder als dynamischer Kursabstand festgelegt wird, kann das Risiko des Totalverlusts zwar begrenzt werden, jedoch bleibt das Risiko durch die Volatilität des Basiswerts unvermindert. Durch den Knock-Out entstehen dem Anleger keine Nachschusspflichten. Hebelzertifikate eignen sich für kurzfristige Anlagestrategien erfahrener Anleger mit engerer oder ständiger, täglicher Kontrolle des Portfolios und hoher Risikobereitschaft (siehe Swingtrading). Die typische Haltedauer für Hebelzertifikate bewegt sich zwischen einem und 43 Kalendertagen. Die BaFin warnt vor dem Erwerb von Hebelzertifikaten. In Basisinformationsblättern, die von Emittenten zu den Produkten nicht zuletzt auch wegen Verbraucherschutzregulierungen herausgegeben werden, werden die Produkte ständig mit der höchsten Risikostufe eingestuft und es wird eine Haltefrist von nur einem Tag empfohlen.
Speziell ein Faktor-Zertifikat mit konstantem Hebel (Rolling Turbo) kann in volatilen Seitwärtsphasen an Wert verlieren, obwohl sich der Basiswert stabil entwickelt. Auch andere Produkte verlieren an Wert, da das Finanzierungslevel periodisch in Richtung des Produkts angepasst wird.

### Bandbreitenzertifikate (Sprintzertifikate)
Die Idee des Produktes besteht darin, innerhalb einer Kursspanne gehebelt an der Veränderung des Basiswerts zu profitieren. Nach unten ist das Risiko (im Gegensatz zum Hebel-Zertifikat) dagegen gleich dem des Basiswertes. An Kurssteigerungen über dem Höchstbetrag (Cap) ist der Anleger nicht mehr beteiligt.
| Allgemeine Bezeichnung | Sprint-Zertifikat        |
| Goldman Sachs          | Impact-Zertifikat        |
| Deutsche Bank          | Double-Chance-Zertifikat |

Die Kursentwicklung während der Laufzeit ist aufgrund der Konstruktion mit Optionen wenig mit der Entwicklung des Basiswerts korreliert. Auch können während der Laufzeit erzielte Gewinne verloren gehen, wenn der Kurs des Basiswerts nach einem Anstieg wieder fallen sollte. Durch den Verzicht auf digitale Optionen verliert das Zertifikat niemals seine Eigenschaften. Identisch ausgestattete Zertifikate werden von unterschiedlichen Emittenten während der Laufzeit unterschiedlich bepreist.
Drei mögliche Fälle können zum Laufzeitende eintreten:
1. Der Kurs des Basiswerts ist innerhalb dieser Bandbreite: der Käufer erhält den gehebelten Kurswert.
2. Der Kurs des Basiswerts ist unterhalb des Anfangsbetrags: der Käufer erhält den entsprechend verminderten Wert.
3. Der Kurs des Basiswerts ist oberhalb des Cap: der Käufer erhält den Betrag des Caps und die Differenz zwischen Anfangsbetrag und Cap (er profitiert also nicht von der weiteren Kurssteigerung oberhalb des Caps).

Die Zertifikate können mittels folgender Investments nachgebaut werden:
Man erwirbt den Basiswert und eine darauf lautende Call-Option (in Höhe des Anfangsbetrags). Gleichzeitig verkauft man zwei Call-Optionen in Höhe des Caps.
Bandbreitenzertifikate können sowohl zur Spekulation (mit der Chance auf eine gehebelte Preisentwicklung) als auch als Alternative zu einem Discountzertifikat eingesetzt werden. Für den ersten Zweck wählt man einen Schein aus dem Geld, für den zweiten einen Schein im Geld. Im letzten Fall profitiert der Anleger von der Entwicklung des Zeitwerts der Optionsstrategie. Solange der Kurs des Basiswerts oberhalb des Caps verweilt, ist die Kursentwicklung des Zertifikats kaum noch von der Entwicklung des Basiswerts abhängig.
Neben den Bandbreitenzertifikaten existiert noch die Familie der sogenannten Korridor-Optionsscheine, die sich von dem hier beschrieben Verfahren total unterscheiden.

### Airbagzertifikate (auch: R-Bag- oder Protector-Zertifikate)
Bei Airbagzertifikaten partizipiert der Anleger vollständig an Kurssteigerungen des Basiswerts. Für den Fall, dass der Kurs des Basiswerts fallen sollte, existiert ein Sicherungspuffer (Airbag), dieser verhindert Verluste. Sollte dieser Puffer vollständig aufgebraucht sein, entstehen für den Anleger anteilig Verluste. Der Kurs des Zertifikates kann allerdings während der Laufzeit des Produktes unter den Kaufpreis fallen, da der Puffer erst zum Ende der Laufzeit seine volle Wirkung erzielt. Die Ursache hierfür ist, dass die Absicherung durch den Verkauf und Kauf von Optionen auf den Basiswert gebildet werden und hierdurch Volatilität und Zinseffekte zu berücksichtigen sind.

### Outperformancezertifikate
Bei Outperformancezertifikaten profitiert der Anleger von einem Kursanstieg des Basiswerts (Aktie oder Index) über einer festgelegten Schwelle überproportional. Die Hebelwirkung des Zertifikates wird durch die jeweilige Partizipationsquote oder -rate dargestellt. Der Anleger verzichtet auf eine etwaige Dividende.
Komponenten: Eine Call-Option mit Basispreis Null und eine weitere Call-Option mit Basispreis in Höhe der Schwelle.
Beispiel
Wir betrachten ein Zertifikat auf den Basiswert Xy AG. Bei der Ausgabe wurde eine Schwelle von 100 Euro und eine Partizipationsrate von 150 % festgelegt. Notiert die Aktie der Xy AG am Ende der Laufzeit bei 80 Euro, so erhält der Anleger genau diesen Betrag ausgezahlt. Ist die Aktie hingegen auf 126 Euro gestiegen, erhält der Anleger 139 Euro (100 + 26 · 150 %).

### Garantiezertifikate (auch: Kapitalschutz-Zertifikate)
Der Emittent sichert zu, dass der Anleger mindestens das eingesetzte Kapital am Laufzeitende zurückerhält. Im Gegensatz zur Bezeichnung handelt es sich nicht um eine echte Garantie – die ein Dritter und nicht der Emittent selbst übernehmen müsste – sondern um eine bloße Zusicherung. Die Kapital-Zusicherung bezieht sich stets auf den Nennbetrag des Zertifikats (also 100 % bzw. 100 Euro). Erfolgt ein Bezug oberhalb dieses Preises, beispielsweise weil ein Ausgabeaufschlag (Agio) oder ein Handelsspanne erhoben wird, trägt der Anleger für diese Preisdifferenz ein Verlustrisiko. Der Kurs des Zertifikates kann während der Laufzeit unter den Ausgabekurs fallen, denn die zugesicherte Rückzahlung greift nur bei Fälligkeit des Zertifikats. Die bloße Zusicherung verbessert nicht den Anleger- und Gläubigerschutz, so dass Garantiezertifikate derselben Risikoklasse angehören wie alle Zertifikate.

### Alpha-Zertifikate
Alpha-Zertifikate (α-Zertifikate) sind Zertifikate, die den Unterschied zwischen zwei Basiswerten abbilden. Die Basiswerte können dabei beispielsweise Aktien, Indizes, Rohstoffe, Devisen oder Immobilien sein.
Da Alpha-Zertifikate nicht die absolute Entwicklung eines Wertes abbilden, sondern nur den Unterschied zu einem anderen, werden sie auch als marktneutral bezeichnet. Alphazertifikate können auch dann zulegen, falls beide zugrunde liegenden Basiswerte absolut fallen. Dieses Verhalten kann insbesondere bei fallenden Märkten von Vorteil sein.

### Sport-Zertifikate
Bei Sportzertifikaten bezieht sich der Emittent auf organisierte Sportspiele und begibt Zertifikate darauf. Die Zertifikate werden in Form von nennwertlosen, auf den Inhaber lautenden Schuldverschreibungen ausgegeben.
Die Zertifikatsinhaber haben das Recht, von der Emittentin am Zahltag die Zahlung des Einlösungsbetrages oder des vorzeitigen Einlösungsbetrages zu verlangen. In der Regel werden Auszahlungen auf Meisterschaften oder Platzierungen garantiert. Bisher wurden Zertifikate auf die Formel 1, die Bundesliga, Euro League und die Champions League begeben.
Börsennotierte Sport-Zertifikate sind nach Zulassung am regulierten Markt der Berliner Börse und der Tradegate Exchange nicht mehr den Graumarkt-Produkten zuzuordnen. Sie sind nur bedingt mit den von Banken emittierten Zertifikaten vergleichbar und werden hier nur der Vollständigkeit halber aufgeführt.

## Zertifikateindizes
Seit 2008 existiert von der Zertifikate-Börse Scoach der Deutschen Börse ein Benchmark zur Vergleichbarkeit von Zertifikaten mit anderen Anlageklassen. Dieser bildet die durchschnittliche Weiterentwicklung der wichtigsten Zertifikate-Kategorien für Deutschland ab.
Es gibt insgesamt vier Indizes: Discount-Index, Outperformance-Index, Bonus-Index, Garantie-Index. Im Jahre 2009 wurde ebenfalls ein Benchmark für Aktienanleihen geschaffen.
Der Startwert und Startzeitpunkt aller vier Indizes ist jeweils 1.000 Punkte am 2. Januar 2006 (beim Anleiheindex der 2. Januar 2009). Basis der Berechnungen sind jeweils Zertifikate auf Aktien.

## Besteuerung von Zertifikaten in Deutschland
Erträge aus der Geldanlage in Zertifikaten sind für Privatanleger mit Wohnsitz in Deutschland steuerpflichtig. Entscheidend für die Art und Höhe der Steuerpflicht ist insbesondere der Kauftermin.
- Erträge aus Zertifikaten, die ab dem 1. Januar 2009 gekauft wurden, sind unabhängig von der Anlagedauer steuerpflichtig und unterliegen der Abgeltungsteuer. Die depotführende Bank führt von den Erträgen 25 % zuzüglich 1,375 % Solidaritätszuschlag an das Finanzamt ab (bei Kirchenmitgliedern erhöht sich die Steuerzahlung noch um die Kirchensteuer). Die Steuerschuld des Anlegers ist damit – ungeachtet seiner sonstigen Einkommensverhältnisse – abgegolten. Unterliegt der Anleger einem persönlichen Steuersatz, der niedriger ist als jener der Abgeltungsteuer, kann er die Erträge freiwillig in seiner Einkommensteuererklärung angeben. Die Erträge werden dann mit dem niedrigeren persönlichen Steuersatz besteuert.
- Erträge aus Zertifikaten, die vor dem 15. März 2007 gekauft wurden, sind steuerfrei, sofern zwischen Kauf und Verkauf mindestens ein Jahr liegt. Bei einer kürzeren Haltedauer ist der Ertrag mit dem persönlichen Steuersatz zu versteuern. Eine Ausnahme bilden Zertifikate, die von der Finanzverwaltung als Finanzinnovation eingestuft wurden. Erträge aus solchen Zertifikaten unterliegen seit 2009 unabhängig von der Haltedauer immer der Abgeltungsteuer.
- Bei Erträgen aus Zertifikaten, die nach dem 14. März 2007 und vor dem 1. Januar 2009 gekauft wurden, sind steuerlich unterschiedliche Fälle möglich:[16]
  1. Das Zertifikat gilt als Finanzinnovation – Erträge sind abgeltungssteuerpflichtig
  2. Das Zertifikat gilt nicht als Finanzinnovation und wurde kürzer als ein Jahr gehalten – Erträge unterliegen dem persönlichen Steuersatz (privates Veräußerungsgeschäft)
  3. Das Zertifikat gilt nicht als Finanzinnovation und wurde kürzer als ein Jahr gehalten und nach dem 30. Juni 2009 verkauft – Erträge unterliegen dem persönlichen Steuersatz (privates Veräußerungsgeschäft)
  4. Das Zertifikat gilt nicht als Finanzinnovation, wurde länger als ein Jahr gehalten und nach dem 30. Juni 2009 verkauft – Erträge sind abgeltungssteuerpflichtig
  5. Das Zertifikat gilt nicht als Finanzinnovation, wurde länger als ein Jahr gehalten und vor dem 30. Juni 2009 verkauft – Erträge sind nicht steuerpflichtig.

## Risiken
Eine Einlagensicherung zu Gunsten des Anlegers gibt es nicht, denn Zertifikate sind ungedeckte Schuldverschreibungen, die dem Zertifikats-Inhaber lediglich eine Forderung in der Insolvenzmasse gewähren. Ein Aussonderungsrecht wie bei anderen Wertpapieren im Wertpapierdepot besteht nicht, da der Emittent und die insolvente Bank identisch sind.
Vielmehr unterliegt der Anleger als Gläubiger folgenden Zertifikatsrisiken: Je nach Höhe und Ausmaß des Risikos werden die Zertifikate in Risikoklassen eingeteilt.

### Systematische Risiken
Das systematische Risiko betrifft die allgemeine Konjunktur, Inflation, Währungsrisiko oder die Marktentwicklung der im Zertifikate verbrieften Basiswerte. Es betrifft alle Marktteilnehmer und entsprechend auch die Basiswerte von Zertifikaten und kann durch Risikodiversifizierung nicht eliminiert werden.

### Unsystematische Risiken
Das unsystematische Risiko betrifft lediglich den Emittenten der Zertifikate und kann durch Risikodiversifizierung eliminiert werden. Eine Risikodiversifizierung könnte darin bestehen, dass der Anleger ein bestimmtes Zertifikat nicht kauft, weil er eines oder mehrere nachfolgender Risiken zu erkennen glaubt.

#### Ausfallrisiko
Das Emittentenrisiko bzw. Bonitätsrisiko ist jenes Risiko, welches daraus erwächst, dass der Emittent des Zertifikats in Zahlungsverzug geraten kann oder sogar zahlungsunfähig wird. Je schlechter die Bonität, desto höher ist das Emittentenrisiko. Schuldner mit schlechter Bonität müssen daher einen höheren Ertrag bieten, um trotz des Ausfallrisikos attraktiv zu bleiben. Dass selbst Staatsanleihen Risiken in sich bergen, zeigte sich beispielsweise im Dezember 2008 bei Anleihen der Republik Ecuador, welche die Zinszahlungen einstellte. Es besteht somit die Gefahr eines Teil- oder Totalverlustes des eingesetzten Kapitals im Falle der Insolvenz des Emittenten.
Das Ausfallrisiko von Zertifikaten lässt sich teilweise diversifizieren, indem der Anleger sein Kapital auf mehrere Finanzierungstitel (wie Anleihen) verschiedener Emittenten aufteilt. Dadurch hat der Ausfall eines einzelnen Zertifikats im Portfolio einen weniger gravierenden Verlust zur Folge. Allerdings lässt sich beobachten, dass sich Zertifikatsausfälle in einem bestimmten Zeitintervall häufen können. Die Bonität einzelner Emittenten und Zertifikate messen internationale, unabhängige Ratingagenturen aus ihrer Sicht mit einem Rating. Die bekanntesten Ratingagenturen sind Moody’s, Standard & Poor’s sowie Fitch. Zertifikate von Schuldnern mit schlechter Bonität werden auch als Hochzinsanleihen, Schrottanleihen oder Ramschanleihen (englisch junk bonds oder englisch high yield bonds) bezeichnet.
Die Rückzahlung eines Zertifikats kann auch gegen den Willen eines einzelnen Gläubigers ganz oder teilweise entfallen, sofern in den Zertifikatsbedingungen eine entsprechende Collective Action Clause hinterlegt ist und eine Mehrheit von mehr als 75 % der Gläubiger dem Schuldenerlass zustimmt (§ 5 Schuldverschreibungsgesetz).

#### Kursänderungsrisiko
Das Kursänderungsrisiko besteht vor allem darin, dass der Basiswert eine hohe Volatilität aufweist. Denn der Zertifikatspreis hängt von der Entwicklung des Basiswerts ab, wobei der Anleger keine Dividenden oder Zinserträge aus dem Basiswert erhält und er etwaige Verluste nicht kompensieren kann.

#### Zinsänderungsrisiko
Das Zinsänderungsrisiko ist das Risiko, welches aus der Möglichkeit einer Änderung des Marktzinses beim Basiswert erwächst und auf das Zertifikat durchschlägt. Zwar wird eine Anleihe als Basiswert stets zum Nennwert zurückgezahlt, aber der Marktzins hat einen Einfluss auf den Börsenkurs, der von Bedeutung ist, wenn das Zertifikat vor seiner Fälligkeit wieder verkauft wird.
Der Marktzinssatz ist der wichtigste, gleichzeitig aber auch der volatilste Parameter zur Bewertung eines Zertifikats. Eine Änderung des Zinssatzes hat folgende Auswirkungen für den Inhaber:
- Der Wert des Zertifikats sinkt, wenn der Marktzins steigt. Dieser Effekt ist abhängig von der Preissensitivität, welche mittels Duration und Konvexität gemessen werden kann.
- Die Rückzahlungsbeträge (Kupon und Tilgung) werden zum neuen Zinssatz angelegt. Steigt der Zinssatz, so steigt auch der Betrag, der aus der Wiederanlage der Rückzahlungsbeträge resultiert (der Zinseszins).
- Der Zinsertrag aus den Kupons der Anleihe bleibt unverändert.

Die Kursänderung und der Zinseszinseffekt sind gegenläufig.

#### Währungs-/Wechselkursrisiko
Die Nominalwährung ist die Fremdwährung, in der das Zertifikat bei Endfälligkeit vom Emittenten zurückgezahlt wird. Die Kuponwährung ist die Währung, in welcher der Ertrag ausbezahlt wird.
Aufgrund von Wechselkursänderungen schließt der Kauf eines Fremdwährungszertifikats ein Wechselkursrisiko ein. Fällt die Nominalwährung gegenüber der Heimatwährung des Käufers, so erleidet er Verluste, steigt die Nominalwährung gegenüber der Heimatwährung, kann er Gewinne realisieren.
Das Währungsrisiko kann durch Währungsoptionen, Währungsforwards oder Währungsfutures minimiert werden.

#### Liquiditätsrisiko
Es ist möglich, dass zu dem Zeitpunkt, an dem das Zertifikat verkauft werden soll, dies nicht ohne große Kursabschläge erfolgen kann. Dieses Risiko ist in Märkten mit großem Marktvolumen meistens zu vernachlässigen; es kann allerdings bei Marktenge oder bei exotischen Zertifikaten bestehen. Häufig wird die Marktliquidität durch Market Maker gewährleistet.

#### Korrelationsrisko
Ein Korrelationsrisko besteht darin, dass die Wertentwicklung des Basiswerts nicht immer 1:1, sondern lediglich annähernd vom Zertifikat nachvollzogen wird. Veränderungen exogener Faktoren wie Zinsniveau, Marktverhalten oder Wechselkurse können die Preisentwicklung eines Zertifikates ebenfalls beeinflussen.